# Charoides litura
Charoides litura är en skalbaggsart som beskrevs av Dillon 1945. Charoides litura ingår i släktet Charoides och familjen långhorningar. Inga underarter finns listade i Catalogue of Life.